# Чернолапа котка
Чернолапата котка (Felis nigripes), също чернокрака котка или джайра, е най-дребният представител на семейство Коткови (Felidae).

## Физическа характеристика
На дължина достига едва 35-50 cm с още 15-20 cm опашка. Тежи около 1,3 до 2 кг. По отношение на дребните си размери има сравнително голяма глава. Оцветяването на гърба ѝ е от канелено- до жълтеникаво-кафяво, като към корема изсветлява до бяло. Изпъстрена е с тъмни петна, сливащи се в ивици и черни пръстени около краката и опашката. Ходилата ѝ са чисто черни, откъдето идва наименованието ѝ. Има изумително силен, пронизителен писък.

## Разпространение
Среща се в Южна Африка – в пустинята Калахари и полупустинята Кару. В Намибия, Ботсвана и Южноафриканската република. Обитава песъчливи равнини обрасли с тревиста растителност.

## Поведение
Активна е нощем, като предпочита да ловува рано сутрин или привечер. Нейна плячка са дребните гризачи и птици, а също гущери и безгръбначни животни. Деня обикновено прекарва в заешки дупки, изоставени термитници, в скални пукнатини или храсталаци.

## Размножаване
След 60-65 дневна бременност женската ражда 3-5 котета.

## Природозащитен статус
Чернолапата котка е включена в Червения списък на световнозатрашените видове на IUCN като уязвим вид.